# Arakawa-lijn
De tram van Tokio (officeel de Arakawa-lijn, maar aangeduid als de Tokio Sakura Tram) is de enige overgebleven tramlijn van het ooit 213 km grootte stadstramnetwerk van de Japanse stad Tokio. De lijn met een lengte van 12,2 kilometer wordt door Toei geëxploiteerd. Vervoer ging in 1911 met elektrische trams van start. Vanaf 1990 werd een groot deel van het materieelpark vernieuwd; decennia lang waren er geen nieuwe trams gekocht. Verder is er binnen de grenzen van de metropool nog een lightraillijn, de Setagaya-lijn.

## Materieel
In Tokio is het gebruikelijk om voor elk nieuw tramtype een viercijverig getal te geven, gelijk aan de meeste steden in de Benelux. Het overzicht is van december 2023.

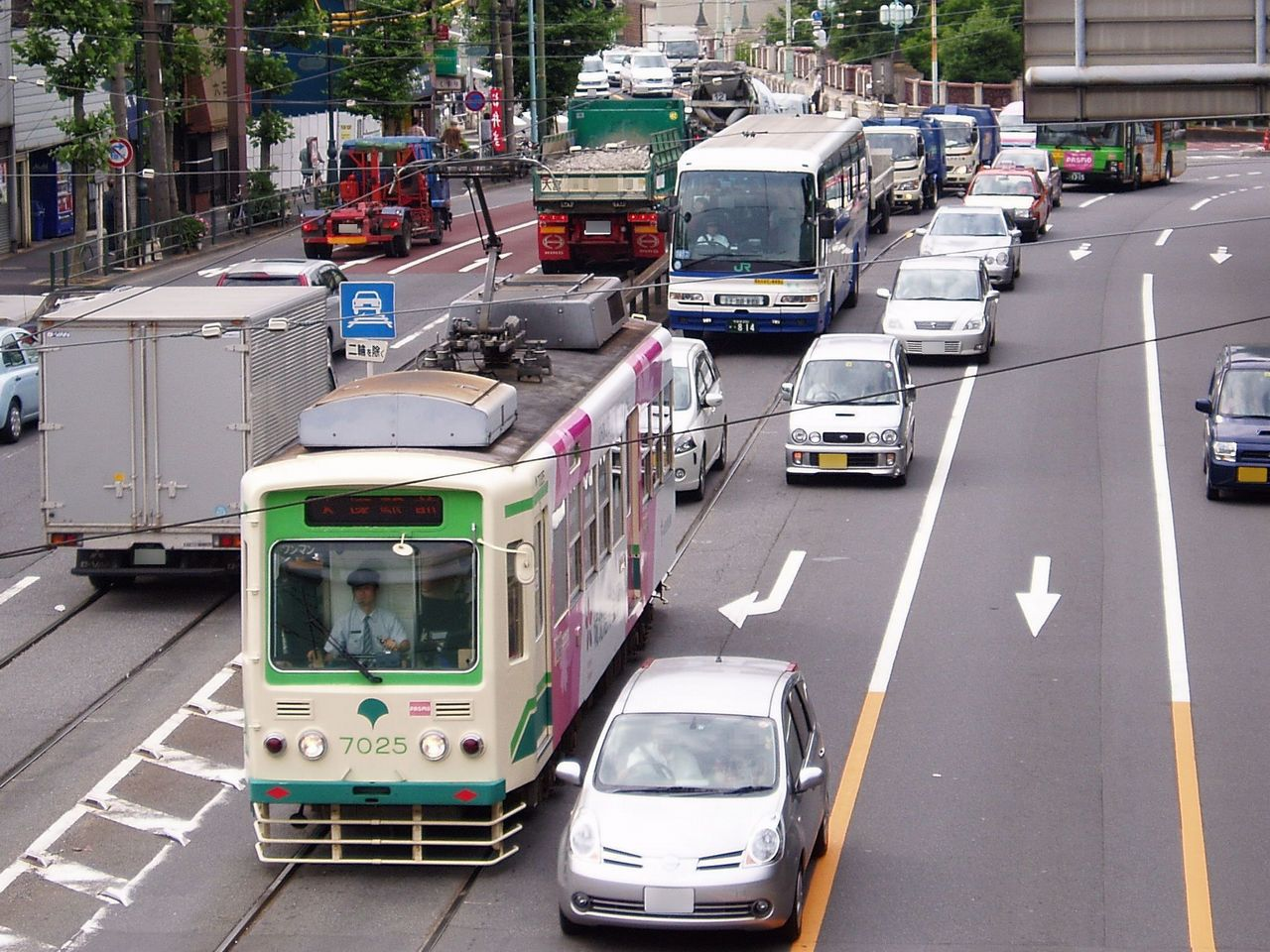
Type 7000
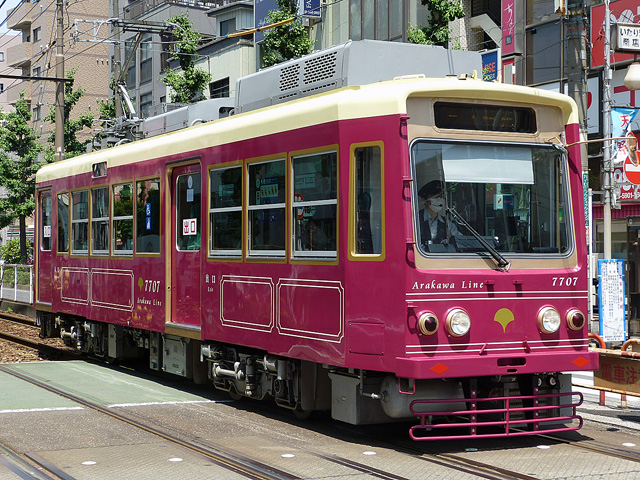
Type 7700
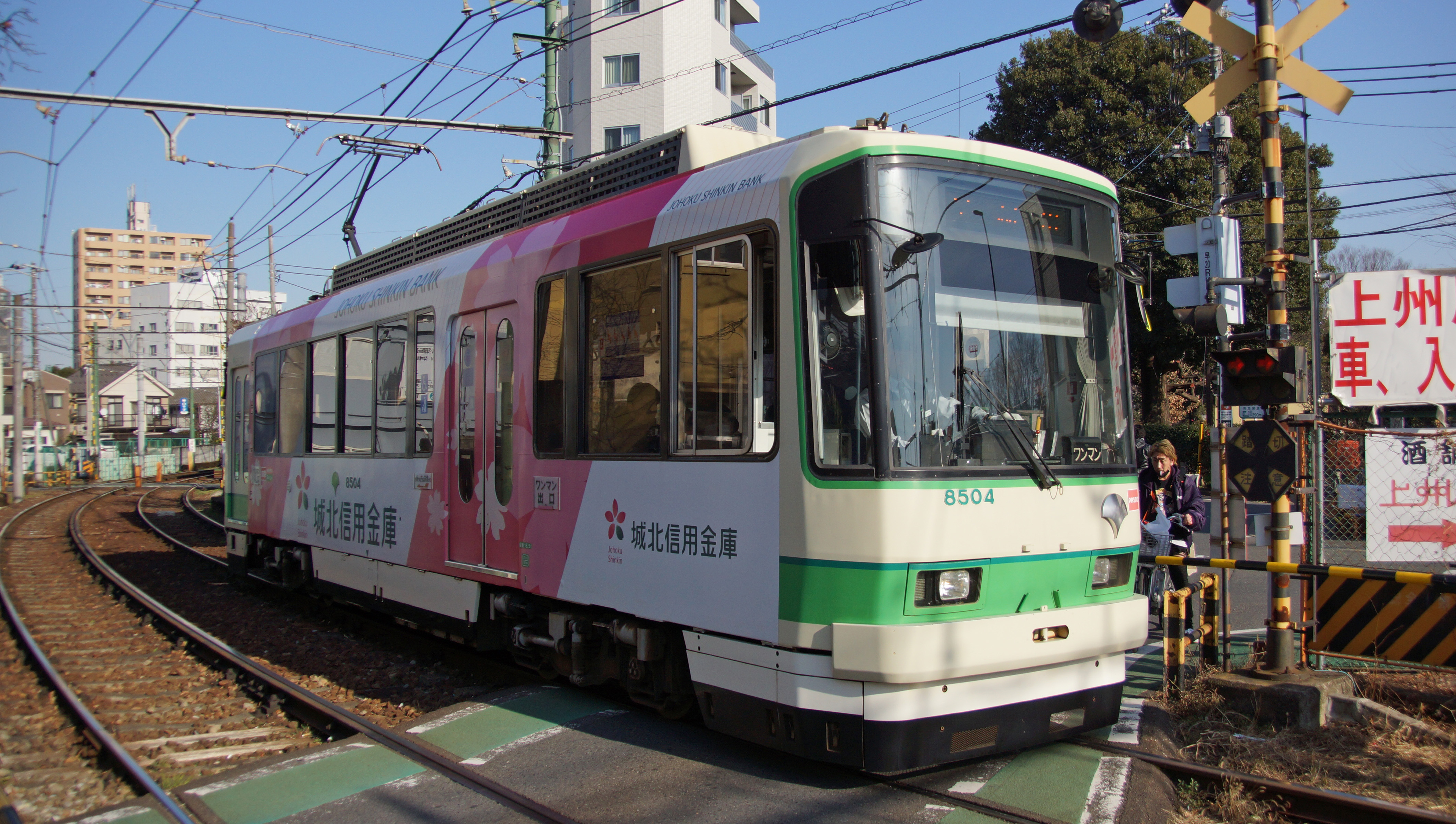
Type 8500
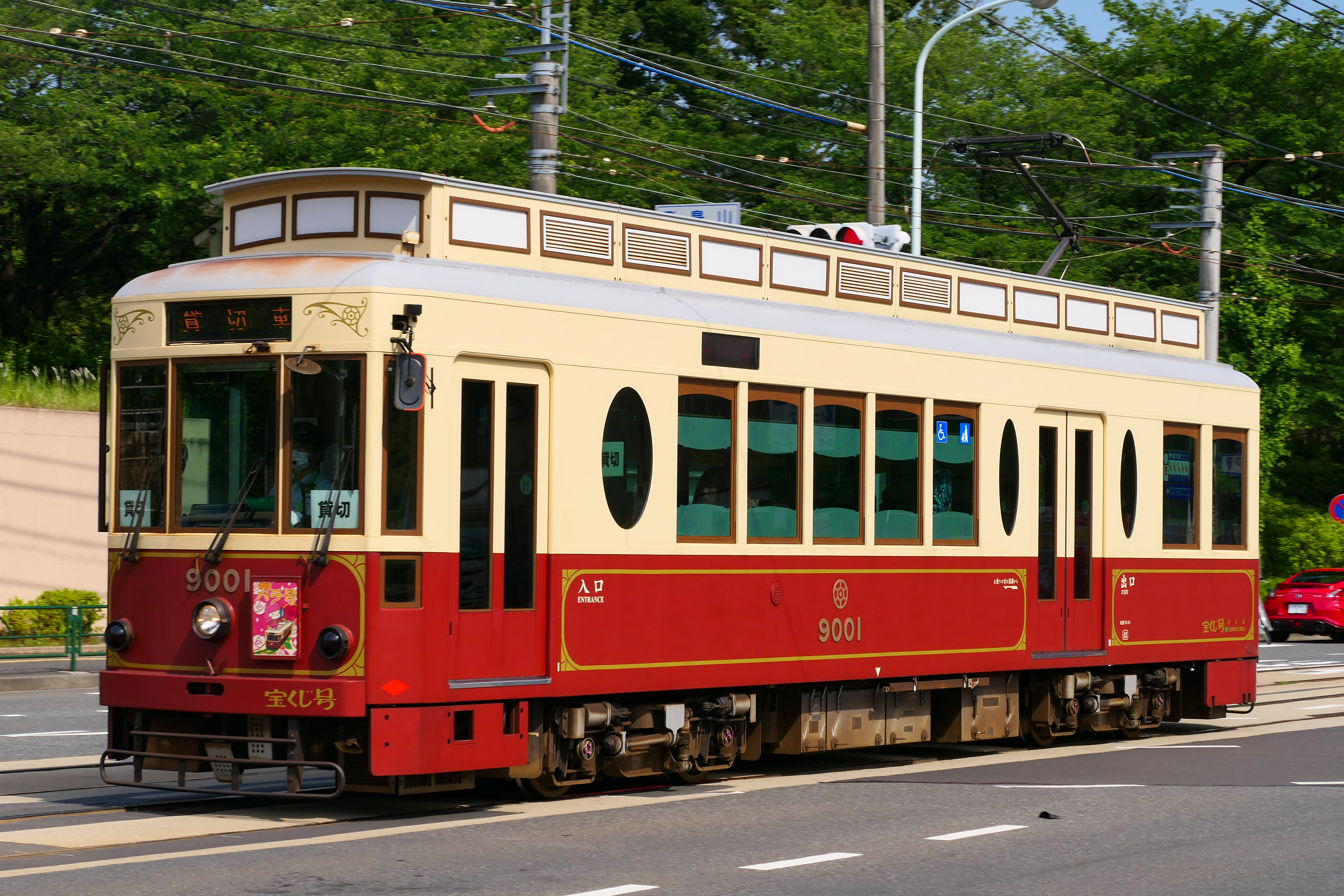
Type 9000
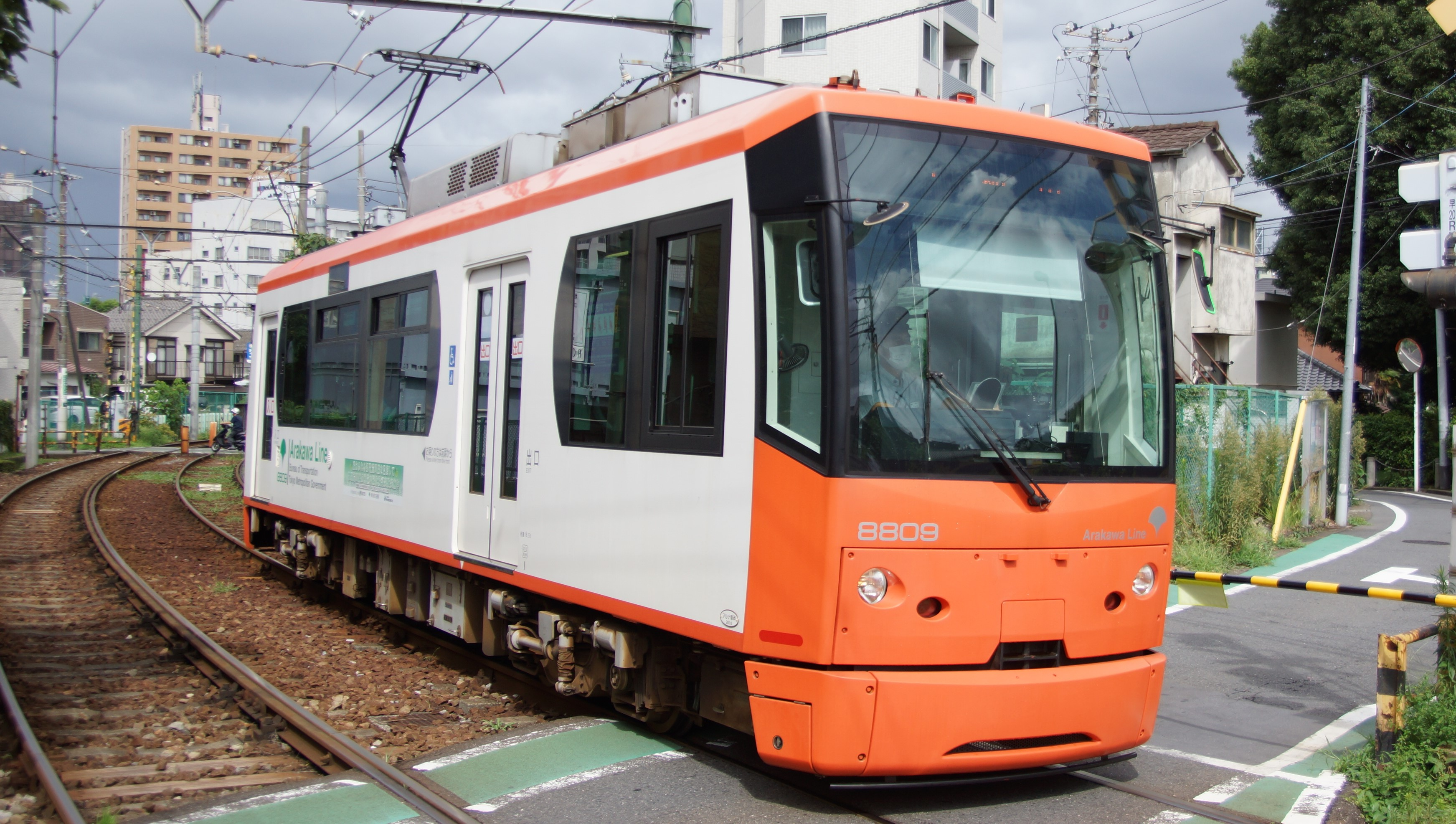
Type 8800
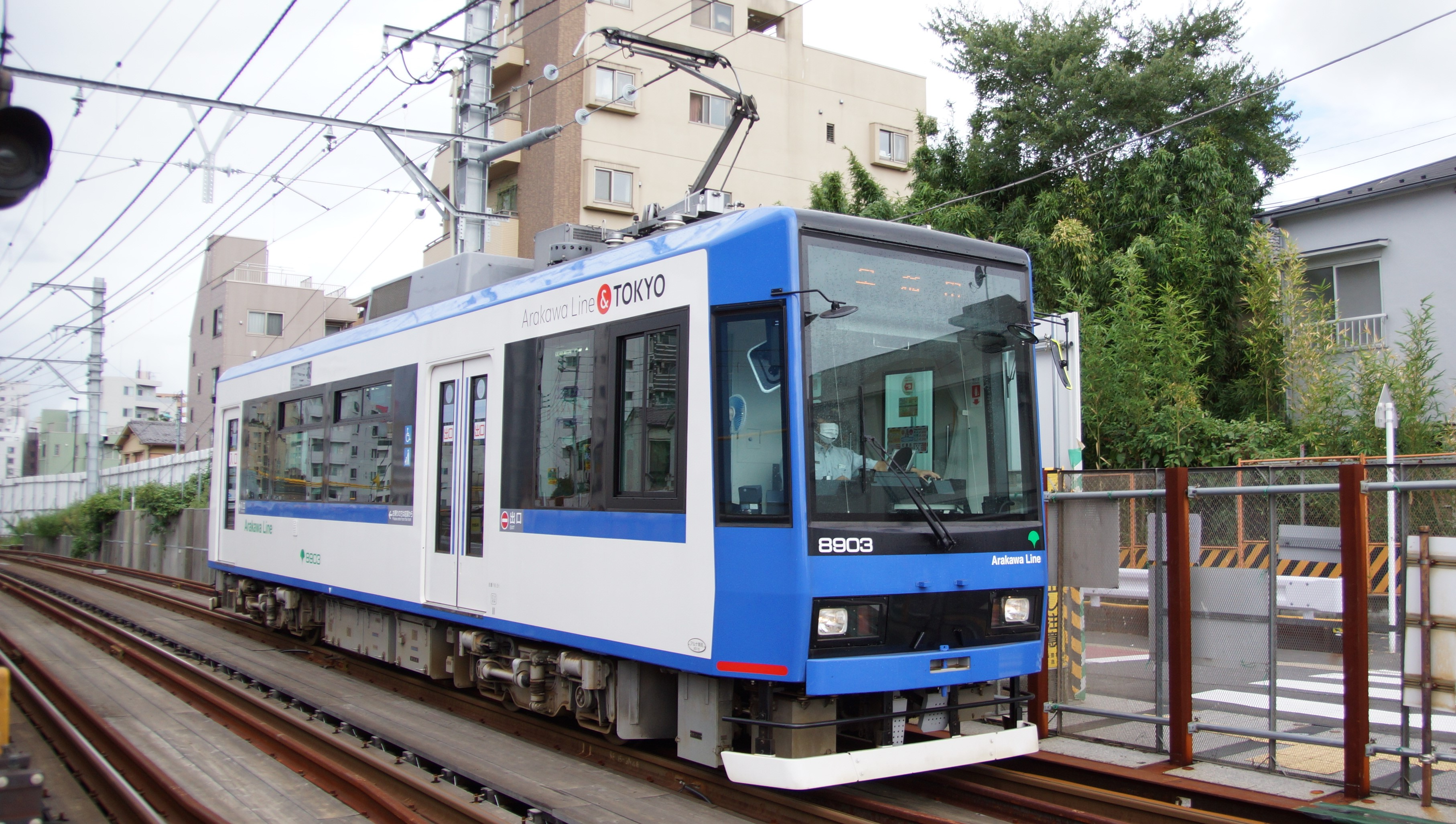
Type 8900